# Sistema de educación de Arabia Saudita
Cuando Arabia Saudita se convirtió formalmente en una nación, en 1932, la educación estaba muy limitada a poca gente en las madrazas islámicas. Ahora, la educación pública (desde la primaria hasta la secundaria) es gratis para cualquier ciudadano. A pesar de esto, los padres no tienen por qué mandar a sus hijos a la escuela. Según un estudio del año 1996, el 61% de los niños saudíes estaban escolarizados.
La educación en Arabia Saudita nunca ha estado demasiado separada de las raíces del Islam. Los currículums deben de estar conformes a la Sharia y al Corán, y los roles de género continúan quitando oportunidades de educación a las mujeres.

## Sistema de Gestión de la Educación

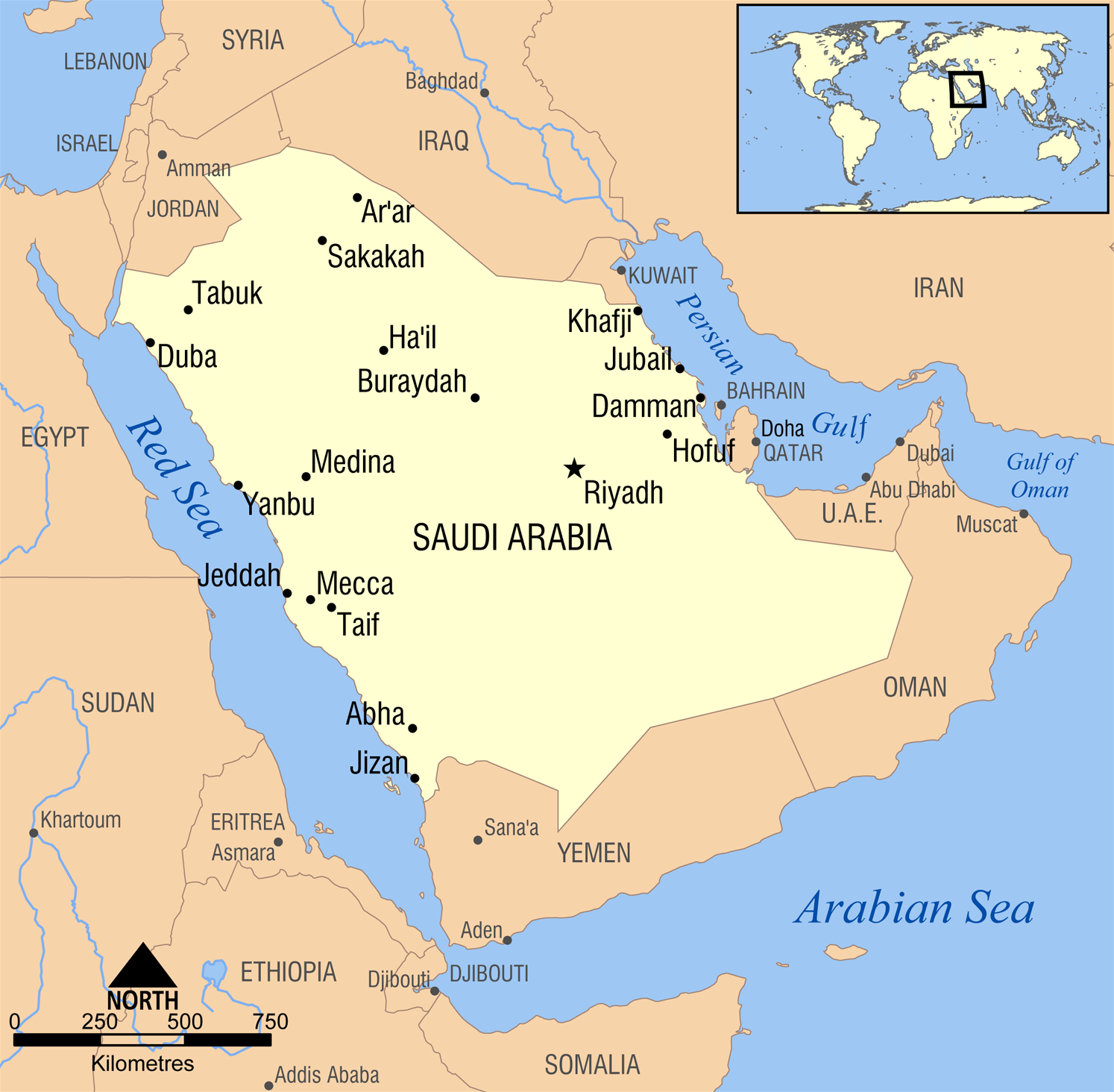
Mapa de Arabia Saudita.

En el sistema de educación en Arabia Saudita, tienen responsabilidades el Ministerio de Educación, el de Educación Superior, Organización General para la Educación Técnica y Formación Profesional. Aparte de estos ministerios, otras autoridades como el Ministerio de Defensa y Aviación, la Presidencia de la Guardia Nacional y el Ministerio de Interior proporcionan a sus afiliados y a los niños en todos los grados de educación(desde la guardería hasta la Educación secundaria) planes de estudio y ayudas para el currículum. En Arabia Saudita, la más alta institución que controla la enseñanza es el Comité Supremo para la Política Educacional, establecido en 1963. De acuerdo con la base de datos del Banco Mundial, el gasto público en educación del total del PIB es de n 6'8%. Este gasto se ha triplicado de 1970 al 2000.
El Ministerio de Educación hizo un plan por diez años, desde 2004 a 2014. Fijó los siguientes objetivos:
1. La educación de niños de 4 a 6 años y la consideración de la guardería cómo una etapa independiente en la educación.
2. Organizar en etapas la educación desde los 6 a los 18 años.
3. Profundizar el espíritu de lealtad y el orgullo hacia el país con premios intelectuales basados en temas del país.
4. Preparar a los alumnos académica y culturalmente para poder conseguir puestos avanzados internacionalmente en el campo matemático-científico.
5. Organizar la educación técnica de las chicas.
6. Desarrollar el sistema educativo para niños con necesidades especiales.
7. Preparación y crecimiento del entrenamiento del personal educativo y administrativo del Ministerio.
8. Mejora de la suficiencia interna y externa para el sistema educativo.
9. Desarrollar programas basados en los valores del Islam para el desarrollo de la personalidad de los estudiantes y su integración en la sociedad, así como la ejecución de materias científicas, mentales y cotidianas para ayudar a su integración.
10. Mejorar la calidad de los profesores y la visión del pueblo saudí acerca de la educación para conseguir todos los recursos humanos saudíes en ese campo.
11. Desarrollar la estructura educativa y actualizar el mapa escolar para atender a los cambios cuantitativos y cualitativos en la próxima etapa.
12. Desarrollar la infraestructura de tecnología, de información y comunicación y su empleo en la educación y el aprendizaje.
13. Desarrollar la educación de hombres y mujeres adultos para erradicar el analfabetismo.
14. El Ministerio del amplio desarrollo administrativo.
15. Ampliación de la participación social en la educación.
16. Establecer sistemas integrados de rendición de cuentas.[3]

## Educación pre-primaria
En Arabia Saudita, los niños de 3 a 5 años van a las guarderías. A pesar de esto, no es un requisito para cursar la educación primaria ni son consideradas parte de la educación de los niños. Algunas de ellas tienen enfermerías privadas con ayuda técnica y económica el gobierno. De acuerdo a la base de datos del gobierno saudí, 100.714 niños (51.364 chicos y 49.350 chicas) estuvieron cursando la educación pre-primaria en 2013.

## Educación primaria
La educación primaria en Arabia Saudita dura seis años, siendo a los seis años, cuando se cursa el primer grado. Todas las escuelas primarias son diarias y no son escuelas coeducacionales. Para pasar a la educación intermedia, los alumnos deben pasar un examen en el sexto curso para obtener el Certificado de Educación Elemental. De acuerdo a la base de datos del gobierno saudí, 2.442.482 alumnos(1.255.117 chicos y 1.187.365 chicas) estudiaban la educación primaria en 2013. El número total de profesores era de 217.555(107.227 hombres y 110.328 mujeres) en 2007.

## Educación intermedia
La educación intermedia en el país dura tres años. De acuerdo a la base de datos del gobierno saudí, un total de 1.144.548 alumnos(609.300 chicos y 535.248 chicas) estudiaban en la educación intermedia en 2013. El número total de profesores era de 108.065 de los cuales 54.034 eran hombres y 54.031 mujeres.

## Educación secundaria
La educación secundaria en el Reino de Arabia Saudí dura otros tres años, y es la fase final de la educación general. Tras la finalización de la educación intermedia, los estudiantes pueden elegir entre una educación secundaria general y una especializada. En el último caso, los estudiantes tienen institutos técnicos en los cuales se estudia industria, comercio y agricultura. Más de un millón de estudiantes, y casi 90.000 profesores estudian y enseñan en esta etapa.

## Educación superior
La educación superior en Arabia Saudí dura cuatro años en el campo de las humanidades y las ciencias sociales y de cinco a seis en el de medicina, ingeniería y farmacia. El establecimiento de la Universidad Rey Saud en 1957, fue el comienzo de la educación superior moderna en Arabia Saudí. Esta también fue la primera universidad de los países del Golfo Pérsico.
Hay once universidades del gobierno en Arabia Saudita